# Генерал-полковник пехоты
Генерал-полковник пехоты (фр. colonel général de l'infanterie) — военная должность, существовавшая во Франции в XVI—XVIII веках.

## История должности
Ранг генерал-полковника французской пехоты был учреждён королём Франциском I в процессе реформирования французской армии, одновременно с аналогичными должностями генерал-полковников других национальных формирований.
Приказом от 22 мая 1542 была сформирована Пьемонтская армия маршала д'Аннебо, и граф Шарль I де Коссе-Бриссак был назначен генерал-полковником всех её французских пехотных частей. В начале кампании 1543 года Бриссак был переведён на должность командующего пьемонтской лёгкой кавалерией, и 1 мая генерал-полковником французской пехоты по ту сторону гор стал (Colonel général de l'infanterie Françoise delà les monts) Жан де Те.
Поскольку в кампанию 1544 года де Те действовал со своими войсками на северном театре войны, 1 октября он был назначен генерал-полковником по ту и по эту сторону гор. После того, как де Те впал в немилость и был отправлен в отставку, Генрих II 29 апреля 1549 учредил две отдельные должности генерал-полковников пехоты — по ту и по эту сторону гор.
После смерти весной 1569 Тимолеона де Коссе-Бриссака, генерал-полковника по ту сторону гор, и Франсуа д'Андело (по эту сторону), Карл IX 28 мая объединил обе должности, назначив на новый пост Филиппо Строцци.
В правление Франциска I генерал-полковник осуществлял командование всей французской пехотой, и назначал офицеров на все должности, кроме постов командиров рот Старых отрядов, каковую привилегию король сохранил за собой. Генрих II передал адмиралу Колиньи и эти полномочия, но Карл IX вновь отобрал их у Андело.
Эдиктом, данным в Сен-Жермен-ан-Ле в декабре 1584, и зарегистрированным парламентом 16 января 1585, Генрих III возвёл должность генерал-полковника пехоты в ранг одного из высших чинов короны Франции, и, назначив на этот пост герцога д'Эпернона, передал ему право назначения всех офицеров, включая кампмейстера гвардейского полка.
Генрих IV снова урезал полномочия генерал-полковника, 31 мая 1605 отобрав у него право назначения кампмейстеров полков, и сохранив за собой право попеременно с д'Эперноном назначать ротных командиров в гвардии. В 1632 должность была объединена с аналогичной должностью генерал-полковника немецкой пехоты. В 1639 наследник д'Эпернона Бернар де Ногаре, обвинённый в неудаче под Фуэнтеррабией, попал в немилость и бежал из страны, после чего кардинал Ришельё фактически упразднил должность генерал-полковника пехоты, а после смерти герцога в 1642 году она была и формально ликвидирована приказом, данным в Сен-Жермен-ан-Ле в апреле 1643, и зарегистрированным парламентом 23-го числа.
В том же году, с началом нового царствования, новый герцог д'Эпернон вернулся во Францию и был восстановлен в должности своего отца (эдиктом, данным в Париже в августе, и зарегистрированным парламентом 26-го числа). После его смерти в 1661 она была упразднена Людовиком XIV эдиктом 26 июля. Через два дня ордонансом кампмейстеры были переименованы в полковников.
11 мая 1721 должность была восстановлена для герцога Шартрского. 5 декабря 1730 он был от неё отставлен, а ордонансом 8-го её вновь упразднили. В последний раз её восстановили 7 апреля 1780 для принца Конде, под названием генерал-полковника французской и иностранной пехоты, но без подчинения ему швейцарцев и граубюнденцев, оставшихся под командованием своего генерал-полковника. Фактически пост был декоративным. Окончательно должность была упразднена эдиктом 17 марта 1788.
Геральдическим отличием должности были шесть знамён, расположенных крестообразно позади герба.

## Генерал-полковники по ту сторону гор
- 1542—1543 — граф Шарль I де Коссе-Бриссак
- 1543—1547 — Жан де Те
- 1547—1556 — Франсуа де Бонниве
- 1556—1558 — Франсуа де Вандом, видам Шартрский
- 1558—1561 — принц Луи I де Бурбон-Конде
- 1561—1569 — граф Тимолеон де Коссе-Бриссак

## Генерал-полковники по эту сторону гор
- 1547—1556 — граф Гаспар II де Колиньи
- 1556—1569 — Франсуа д'Андело

### Исполняющие должность генерал-полковника
Франсуа д'Андело, принявший кальвинизм, три раза отстранялся от обязанностей генерал-полковника, и исполняющими должность становились следующие офицеры:
- 1.06.1558—3.04.1559 — Блез де Монлюк
- 28.04—4.11.1562 — Шарль де Ларошфуко, граф де Рандан
- 5.11.1562—03.1563 — виконт Себастьен де Люксембург-Мартиг
- 28.09.1567—27.05.1569 — Филиппо Строцци

## Генерал-полковники французской пехоты
- 1569—1581 — Филиппо Строцци
- 1581—1610 — Жан-Луи де Ногаре, герцог д'Эпернон
- 1610—1661 — Бернар де Ногаре, герцог д'Эпернон
- 1721—1730 — герцог Луи Орлеанский
- 1780—1788 — принц Луи-Жозеф де Бурбон-Конде